# Heilberg (Wüstung)
Heilberg ist eine Ortswüstung am Südrand der Gemarkung Laufen am Kocher der Gemeinde Sulzbach-Laufen im Landkreis Schwäbisch Hall im nordöstlichen Baden-Württemberg.

## Geographische Lage
Der abgegangene Ort stand etwa 0,8 km südöstlich des Weilers Rübgarten und ca. 1,3 km westsüdwestlich des Weilers Wengen in einer Höhe von etwa 450 m ü. NHN auf dem Hügelrücken Heilberg zwischen der Harzklinge im Nordnordwesten und dem Tal des längeren Krempelbachs im Südsüdosten, zwei linken Zuflüssen des oberen Kochers. Heute (2019) befindet sich dort ein von Wald umgebenes Wiesengeviert von wenig über 2 ha Fläche mit einigen verstreuten Bäumen darin und einem kleinen Schuppen im Schatten einer etwas größeren Baumgruppe in der Mitte der Lichtung. Deren nordnordöstliche Schmalseite entlang läuft ein ausgebauter Forstweg, der die beiden genannten Weiler von Laufen verbindet.

## Geschichte
Der Ort wurde anfänglich Hülenberg genannt und fiel schon vor 1510 wüst. Er wurde 1606 wiederbesiedelt, lag dann aber schon nach 1634 wieder öde. Im Jahre 1701 wurde er wieder angelegt. 1842 erwarb der Staat das Anwesen und forstete rund herum auf, das fortbestehende Waldhüterhaus fiel 1903 einem Brand zum Opfer. Geblieben ist nur die oben beschriebene Lichtung.
Karten aus der Mitte des 19. Jahrhunderts zeigen an der Wüstungsstelle einen kleinen, mit Heilberg beschrifteten Siedlungsplatz. Nach der Flächenzeichnung war der gleichnamige Höhenrücken damals von etwas westlich der heutigen Lichtungsgrenze bis weit zu seiner Spornspitze unmittelbar über dem Abfall ins Kochertal noch durchgehend offen.